# Википедија на македонском језику
Википедија на македонском језику (мкд. Википедија на македонски јазик; такође македонска Википедија) је верзија Википедије на македонском језику, слободне енциклопедије, која данас има 152.5610 чланака и заузима на листи Википедија 55. место по броју чланака.